# Молодо-зелено
«Мо́лодо-зе́лено» — советский художественный фильм режиссёра Константина Воинова в чёрно-белом изображении. Вышел на экраны 13 ноября 1962 года. По мотивам произведений Александра Рекемчука.

## Сюжет
Начало 1960-х годов. Николая Бабушкина, молодого монтажника-универсала одной из таёжных строек, только что избранного депутатом райсовета, посылают за кирпичом в город Джегор. На совещании в райсовете он узнаёт о смелом проекте инженера Черемных, по которому можно за короткий срок перевести один из цехов кирпичного завода на производство керамзитовых блоков.
Чтобы обеспечить стройку необходимым материалом, Николай собирает бригаду и помогает инженеру-изобретателю реализовать проект. Там, в Джегоре, он встречает выпускницу архитектурного института Ирину Ильину.

## В ролях
- Олег Табаков — Николай Бабушкин.
- Ада Шереметьева — Ирина Ильина.
- Иван Переверзев — Василий Черемных.
- Валентин Грачёв — Черномор Агеев.
- Юрий Никулин — Николай, шофёр грузовика.
- Евгений Евстигнеев — Василий Жохов, священник.
- Владимир Земляникин — Алексей Ведмедь.
- Людмила Крылова — Вера.
- Михаил Ульянов — Лызлов.
- Дмитрий Масанов — Фёдор Матвеевич Каюров.
- Виктор Кольцов — Павел Казимирович Крижевский.
- Пётр Любешкин — лейтенант милиции.